# إدواردو بارا بيزارو
إدواردو بارا بيزارو (بالإسبانية: Eduardo Parra Pizarro) هو عازف بيانو وكاتب ومغني تشيلي، ولد في 24 يوليو 1943 في لوس آنديس في تشيلي.